# TRT World
TRT World est une télévision publique basée en Turquie. La langue de publication est l'anglais. La chaîne diffuse 24 heures sur 24. C'est la première chaîne de TRT à diffuser en dehors de la langue turque.
La chaîne est une chaîne anglophone et d'information. Outre l'information, elle diffuse également des contenus artistiques, culturels, économiques, sportifs et documentaires.

## Rapport avec le pouvoir
Crée en 2015, cette chaîne publique tournée vers l'international comprend une chaîne d’information continue, en langue anglaise. Elle a été critiquée pour ne pas respecter l'éthique journalistique et les normes d'indépendance et d'objectivité. Certains commentateurs, notamment en Occident, la qualifient de porte-parole ou d'organe de propagande de l'administration Erdoğan,,,. TRT World déclare, quant à elle, qu'elle est financièrement et éditorialement indépendante de l'administration, et que ses activités de collecte d'informations et de reportage sont identiques à celles d'autres radiodiffuseurs publics dans le monde, avec pour mission de montrer à un public non turc les événements du point de vue de la Turquie,,,.